# Tržaško vprašanje
Tržaško vprašanje 1945–54 se je pojavilo po drugi svetovni vojni, ko je Italija zahtevala rapalsko mejo, Jugoslavija pa narodnostno mejo. Zaradi komunizma v Jugoslaviji so bili zavezniki bolj naklonjeni Italiji. Mejo so določili leta 1954 z londonskim sporazumom, tako da je del Slovencev ostal v Italiji, del Italijanov pa v Jugoslaviji.
Angloameriška vojska, ki je prišla 2. maja 1945 v že dejansko osvobojen Trst, se je že ob prvem srečanju s partizani na cesti proti Trstu obnašala do njih zelo arogantno, nato pa so še zahtevali, da umaknejo iz Trsta oz. celotne zahodne Primorske na drugo stran črte, ki jo je zarisal angleški general W. D.Morgan. Partizanske enote so zato da bi preprečile spopad z bivšimi zavezniki po štiridesetih dneh to ozemlje tudi zapustile.
Angloameriške oblasti so se do Slovencev vedle nezaupljivo, spoštovale so sicer njihove osebne pravice, vendar so ponovno uvedle v izvajanje stare fašistične zakone , po  katerih so Slovencem celo preprečevali uporabo slovenskih imen, v svojo civilno policijo pa so zaposlovali celo italijanske vojne zločince .  Ta policija je 10. marca 1946 med demonstracijami v podporo Jugoslaviji v Škednju celo streljala na demonstrante, dva ubila, 22 pa je ranila.
Omejevale so tudi nove svoboščine, tako so časopisu Primorski dnevnik prepovedale izhajanje. Izšel je šele potem, ko je po podjetjih in tovarnah stavkalo proti temu ukrepu kar 180.000 delavcev. 
Angloameriška uprava je cono A kmalu začela prepuščati Italiji, kar je privedlo do še hujše zaostritve odnosov na meji in do takoimenovane Tržaške krize, ki je resno grozila z novo vojno. Rešil jo je jugoslovanski predsednik Josip Broz Tito, ki je leta 1954 pristal na Londonski memorandum. 
Obe državi sta potrdili obstoječo ozemeljsko razdelitev. Cona A (Trst z okolico) je pripadla Italiji, cona B pa je z nekaj majhnimi popravki pripadla Jugoslaviji.Meja je bila končno urejena šele z Osimskimi sporazumi.